# Zacapa (flygplats)
Zacapa är en flygplats i Guatemala. Den ligger i den centrala delen av landet, 110 km öster om huvudstaden Guatemala City. Zacapa ligger 490 meter över havet.
Terrängen runt Zacapa är kuperad åt sydost, men åt nordväst är den platt. Runt Zacapa är det ganska tätbefolkat, med 124 invånare per kvadratkilometer. Närmaste större samhälle är Zacapa, 0,68 km norr om Zacapa. Omgivningarna runt Zacapa är en mosaik av jordbruksmark och naturlig växtlighet.